# Abreu e Lima
Abreu e Lima est une ville brésilienne du littoral de l'État du Pernambouc.

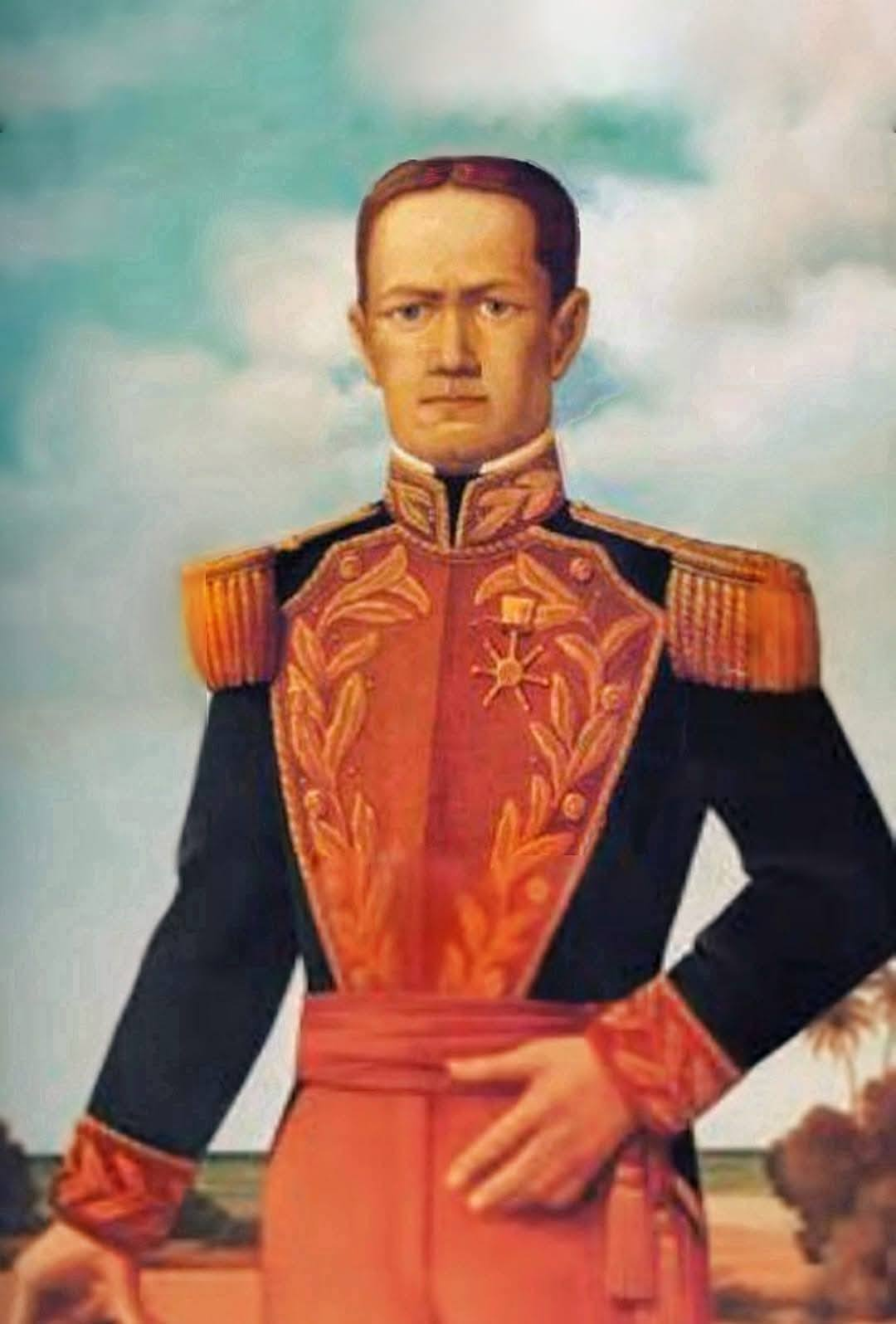
Général Abreu e Lima

## Géographie
Abreu e Lima se situe par une latitude de 07° 54′ 43″ sud et par une longitude de 34° 54′ 10″ ouest, à une altitude de 19 mètres.
Sa population était de 92 242 habitants au recensement de 2007. La municipalité s'étend sur 126 km2.
Elle fait partie de la microrégion de Recife, dans la mésorégion métropolitaine de Recife.
Elle fait également partie de la région métropolitaine de Recife.